# Vicariat
En el context eclesiàstic, el terme vicariat designa en general l'ofici i la jurisdicció d'un eclesiàstic amb funcions que són vicarials respecte d'un ordinari o representant del Summe Pontífex.
S'usa sol o amb l'addició de la qualificació "forà" per al vicariat (o vicaria, forana, diaconia, deganat, decania, prefectura) de l'Església Catòlica en general significa cada un dels districtes en què es divideix territorialment una diòcesi.
El terme "vicariat" també s'utilitza per indicar el territori de la diòcesi de Roma encomanada pel Papa al cardenal vicari (vicariat de Roma) i al de l'Estat de la Ciutat del Vaticà.
Altres usos del terme "vicariat" sempre impliquen l'addició d'un títol: vicariat apostòlic, vicariat per a la vida consagrada.

## Els vicariats forans
Cadascun dels districtes que divideixen la diòcesi inclou un nombre de parròquies i en general es sotmet a la pastoral d'un sacerdot vicari del bisbe, que, depenent de les circumstàncies i responsabilitats, és un vicari forà, vicari urbà, degà o vicari general.
En les diòcesis individuals en lloc de l'expressió vicariat o vicariat forà s'usen termes diferents, com ara vicaria, forana, diaconia, deganat i prefectura, que són substancialment equivalents, llevat peculiaritats establertes pel dret diocesà codificat per les disposicions dels sínodes diocesans.

### Funcions
A nivell de tota l'Església llatina, les funcions de vicari forà van ser especificats al Codi de Dret Canònic de 1917. Es va donar al vicari forà, com a vicari del bisbe a la perifèria, les tasques de promoció de la vida litúrgica i pastoral i perfecte administració en la seva àrea de competència (CIC 1917, can. 445-450).
Després del Concili Vaticà II (1962-65) amb els canvis produïts per la pastoral moderna, el vicariat forà és sempre rellevant "perquè la cura d'ànimes tenen l'empenta necessària i fer més eficaç". Així que el motu proprio del 6 d'agost de 1966 i, § 19, i el nou Codi de dret canònic de 1983 estableixen que el vicari forà, no necessàriament lligada a una seu parroquial, és nominat per a un moment determinat pel bisbe.
Els principals deures del vicari forà, a més de les facultats que se li atribueixen a nivell local, s'estableixen pel canon 555:
- promoure i coordinar l'activitat pastoral comuna al vicariat;
- tenir cura que els clergues del seu districte a portar una vida d'acord amb el seu estat, i exercir les seves funcions amb diligència, especialment la cura dels malalts i els pastors per proporcionar els vots dels difunts;
- assegurar que les funcions religioses se celebren d'acord amb les disposicions de la sagrada litúrgia, que curarà el decor i la neteja de les esglésies i els objectes sagrats;
- tenir cura de l'edició precisa dels llibres parroquials i que es mantingui de la manera correcta;
- garantir que els béns eclesiàstics s'administren amb diligència;
- garantir que la casa parroquial es conservi amb la deguda atenció;
- visitar les parròquies del seu districte.

## Altres subdivisions de les diòcesis
Es poden agrupar més parròquies del mateix vicariat en unitats pastorals dirigides per un sacerdot anomenat "moderador".

## Els vicariats de la diòcesi de Roma
Sovint hom es refereix indegudament a la diòcesi de Roma com a vicariat. Això és a causa del fet que el titular de la diòcesi, el Papa (Bisbe de Roma), per a l'administració recorre a dos vicaris generals: un per a la part vaticana del territori (Vicariat de la Ciutat del Vaticà) i una altra per la part italiana (Vicariat de Roma), molt més extens i referit per la aclaparadora majoria de fidels diocesans. Des d'un punt de vista organitzatiu de les parròquies de la Rectoria de Roma s'agrupen en prefectures, corresponent a rectories.